# GKP Gorzów Wielkopolski
GKP Gorzów Wielkopolski, volledige naam Gorzowski Klub Piłkarski Gorzów Wielkopolski, is een voetbalclub uit de Poolse stad Gorzów Wielkopolski. De club is opgericht in 1947 onder de naam Jedwabnik Gorzów Wielkopolski en draagt de clubkleuren blauw en wit.

## Historie
Het grootste succes van de club is het behalen van de halve finale van de Poolse beker in het seizoen 1991/1992. GKP werd opgericht als Jedwabnik in 1947 en heeft sindsdien enkele naamsveranderingen ondergaan, mede door het faillissement van de club in 1996.
- 1947 - Klub Sportowy Jedwabnik Gorzów Wielkopolski
- 1949 - Klub Sportowy Włókniarz Gorzów Wielkopolski
- 1952 - Klub Sportowy Unia Gorzów Wielkopolski
- 1961 - Zakładowy Klub Sportowy Stilon Gorzów Wielkopolski
- 1996 - Gorzowski Klub Piłkarski Gorzów Wielkopolski

## Bekende (oud-)spelers
- Dawid Kownacki